# Michel Chasles
Pour les articles homonymes, voir Chasles.
Michel Chasles est un mathématicien français, né le 15 novembre 1793 à Épernon (en Eure-et-Loir) et mort le 18 décembre 1880 à Paris.
On lui doit d'importants travaux en géométrie projective, où il montra toute la richesse de la notion de rapport anharmonique, ainsi qu'en analyse harmonique, avec la représentation de certains potentiels.

## Biographie

### Famille
Pour un article plus général, voir Famille Chasles.
Michel Chasles nait le 25 brumaire an II (15 novembre 1793) à Épernon en Eure-et-Loir : il est le fils de Charles-Henri Chasles (1772-1853), marchand de bois et entrepreneur dans les ponts et chaussées et conseiller général d'Eure-et-Loir pour le canton de Chartres-Sud-Est et président du tribunal de commerce de Chartres. Sa mère est Catherine Émilie Hardouin (1771-1849),,. Le frère cadet de Michel Chasles, Adelphe Chasles (1795-1868) sera député-maire de Chartres et conseiller général d'Eure-et-Loir.
À sa naissance, pendant la Révolution française, il est prénommé Floréal, mais, pour revenir à un prénom plus traditionnel, un jugement en date du 22 septembre 1809 l'autorise à lui substituer celui de Michel.

### Études
Michel Chasles fait ses premières études à l'école secondaire de Chartres qui a ouvert ses portes le 10 décembre 1804, dans un immeuble situé rue Saint-Michel qui précédemment avait hébergé l'école centrale de Chartres. La direction de son école est assurée par M. Gasnier, attaché à l'université de Paris et docteur en Sorbonne.
En 1806, il achève ses 5e et 6e classes de latinité, et obtient un second accessit en thème (distribution des prix en date du 16 août 1806). En 1807, en fin de ses 3e et 4e classes de latinité, il lui est attribué un premier accessit en thème et un second accessit en poésie latine (distribution des prix en date du 14 août 1807).
En 1809, inscrit en classe de physique et de mathématiques, première division, il y obtient un accessit.
Il entre ensuite au lycée impérial à Paris. En 1811, dans le bulletin trimestriel, le proviseur M. Champagne écrit : « Chasles aîné est, comme son frère, un excellent élève ». En 1812, il obtient un premier prix de mathématiques (distribution des prix du 14 août 1812). Passionné de géométrie, il parvient à rencontrer Siméon Denis Poisson, mais ressort déçu de leur entretien, ce dernier se montrant dédaigneux.
Il entre en 1812 à l’École polytechnique, classé 19e sur 184. Il passe en 1re division en 1813 où il est 15e. En 1814, terminant 12e, il est déclaré admissible dans les services publics.
En 1814, les promotions de 1812 et 1813 de l'École polytechnique sont mobilisées par décret impérial pour la défense de Paris. Le 30 mars 1814, Michel Chasles sert sur la route de Vincennes une pièce opposée à la cavalerie prussienne. Sa batterie est tournée par les Russes. Les artilleurs se réfugient dans les vignes voisines, un cosaque s'élance à leur poursuite et blesse d'un coup de lance son camarade Germinal Pierre Dandelin.
À la fin de sa scolarité (classé 8e)[pas clair], il obtient une place dans le génie militaire mais préfère céder celle-ci au bénéfice d'un camarade nommé Coignet (arrivé 11e) d'origine modeste à la demande du père de celui-ci, venu le voir à Paris.
Aux examens de sortie de l'École polytechnique à la fin de l'année scolaire 1814-1815, il est classé 2e sur la liste de mérite arrêtée par le jury mais, faute de place, il ne peut intégrer le service des ponts et chaussées qu'il souhaitait rejoindre.

### Carrière
Déçu de ne pas avoir été admis dans les ponts et chaussées et ayant peu de goût pour l’armée, Chasles retourne alors chez ses parents à Chartres où il reçoit son condisciple Gaëtan Giorgini, sorti premier de Polytechnique.
Il publie plusieurs articles dans la Correspondance sur l'École polytechnique.
En 1816, son père lui achète une charge d’agent de change à Paris. Il se rend souvent à l’Opéra de Paris et fréquente l’une de ses danseuses, Émilie Bigottini. Marquant peu d’intérêt pour son métier d’agent de change, sa charge est liquidée. Il ne reprend qu’en 1828 ses publications scientifiques. En 1830, il répond à un concours de l’Académie de Bruxelles portant sur « l’examen philosophique des méthodes employées dans la géométrie récente et particulièrement de la méthode des polaires réciproques ». Son mémoire est largement salué et va fournir, sept ans plus tard, la substance de son premier ouvrage, Aperçu historique sur l’origine et le développement des méthodes en géométrie.
Vivant à Paris en célibataire endurci, Michel Chasles y consacre sa vie aux mathématiques et à son enseignement. Du fait de la fortune de son père, Michel Chasles n’a pas besoin d'un emploi d'enseignant pour subvenir à ses besoins. Il accepte cependant en 1841, âgé de 48 ans, de devenir professeur de machines et d’hydraulique, d’astronomie et de géodésie à l’École polytechnique en remplacement de Félix Savary. Il occupe ensuite ce poste durant dix ans. En 1851, la direction de l’École décide de rattacher la partie du cours sur les machines au cours de mécanique. Chasles choisit alors de démissionner. Hervé Faye le remplace en 1852 pour la géodésie, puis en 1854 le colonel Hossart et en 1855 le capitaine Laussedat.
En 1846, une chaire de géométrie supérieure est créée pour lui à la faculté des sciences de Paris. Il inaugure son cours le 22 décembre 1846. Il est enfin élu en 1851, âgé de 58 ans, membre de l'Académie des sciences (en remplacement de Guillaume Libri), dont il était correspondant depuis 1839.
Michel Chasles devient membre étranger de la Royal Society le 15 juin 1854. Ses travaux de géométrie lui valent la médaille Copley en 1865 et un collègue anglais lui décerne le titre d’« empereur de la géométrie ».
Dans un de ses derniers écrits, il dénonce l'« omnipotence du ministère de la Guerre dans l'enseignement » technique supérieur. Il rappelle son opposition au démantèlement du cours de génie mécanique de l'École polytechnique, amorcé sous le ministère d'Hautpoul, remis en cause seulement à la chute du Second Empire, à l'initiative d’Eugène Rolland.

## Œuvre scientifique
Son nom est attaché à la relation de Chasles, mais cette propriété était déjà utilisée longtemps avant lui. On lui doit aussi le théorème de Chasles, qui établit que toute fonction harmonique, c'est-à-dire toute fonction qui est une solution de l'équation de Laplace, peut se représenter par un potentiel de simple couche sur l'une quelconque de ses surfaces équipotentielles.
Il existe aussi une loi de Chasles, exprimant que la tangente de l'angle entre le plan tangent au point central {\displaystyle C} d'une génératrice d'une surface réglée et le plan tangent en un point {\displaystyle M} est proportionnelle à {\displaystyle {\overline {CM}}} .
Il a inventé le terme homothétie, qu’il prononçait [omoteti] au lieu d'[omotesi] comme aujourd’hui. Il travailla aussi sur les homographies et la géométrie projective. Il a introduit le rapport anharmonique appelé aussi birapport de quatre points alignés.
Travaillant sur les coniques (cf. son ouvrage de 1865), il démontre le résultat suivant : « Soient cinq coniques (ellipses, paraboles ou hyperboles) dans un plan ; il existe 3 264 coniques tangentes à ces cinq-là » (ces coniques peuvent être réelles ou complexes).
Historien des mathématiques, il publie en 1837 Aperçu historique sur l'origine et le développement des méthodes en géométrie dans lequel il réévalue le rôle de François Viète dans la mise en place de l'algèbre moderne.

## Une mystification
Dans son Apologie pour l'histoire, Marc Bloch rappelle une mésaventure humiliante survenue à Michel Chasles, éminent homme de sciences mais qui avait voulu se mêler d'histoire, un domaine où il n'entendait rien.
L'histoire commence en 1861 quand l'illustre Chasles reçoit la visite du faussaire Denis Vrain-Lucas. Ce dernier raconte au savant une histoire rocambolesque justifiant le fait qu'il serait en possession de lettres manuscrites entre personnages célèbres, dont il ne sait que faire car elles sont en très mauvais état à la suite d'un naufrage entre les États-Unis d'Amérique et la France, survenu après la Révolution française : lors de ce premier entretien, il en présente quelques-unes à Chasles qui est ahuri ; en effet, « le grand Pascal » y dialogue dès 1648 avec le physicien et chimiste irlandais Robert Boyle et, vingt ans avant Newton, il y énonce les lois de l'attraction universelle. Le faussaire a su susciter la curiosité du savant français, notamment en jouant sur la corde nationaliste, en prouvant que Pascal ait pu précéder Newton. Chasles en demande d'autres, voire l'ensemble, mais Vrain-Lucas indique ne pouvoir en livrer qu'au compte-gouttes pour ne pas attirer l'attention du voisinage.
Chaque jour, Vrain-Lucas effectue des livraisons : des autographes de Cassini, de Galilée, de Huyghens, de Leibniz, de Bernoulli sur des thèmes scientifiques qui pourraient modifier l’histoire de la science.
Le 8 juillet 1865, le mathématicien présente à l'Académie des sciences deux lettres du poète Jean de Rotrou concernant la fondation de l'Académie française au XVIIe siècle. À partir du 15 juillet, il dépose une série de lettres inédites prétendument de Pascal, que le faussaire Denis Vrain-Lucas venait de fabriquer. Elles veulent établir qu'avant Newton, l'auteur des Pensées avait découvert le principe de l'attraction universelle. Un savant anglais fait observer qu'on y trouve des mesures astronomiques bien postérieures à la mort de Pascal. À la séance du 29 juillet, Prosper Faugère, auteur de nombreux travaux sur Pascal, conteste leur authenticité mais il n'est pas écouté, le prestige de Chasles et l'anglophobie prenant le pas. Approvisionné une nouvelle fois par Vrain-Lucas, Chasles montre alors des lettres où Galilée communique à Pascal les résultats de ses observations. Le même savant anglais (que précédemment à propos de Newton) fait cette fois remarquer que, dans une lettre de 1641, Galilée se plaignait de sa mauvaise vue, alors que dans les faits il était complètement aveugle depuis 1637 environ. « Surgit » alors une nouvelle lettre, légèrement postérieure à la précédente, datée de décembre 1641, dans laquelle un autre savant italien apprenait à Pascal que Galilée, dont la vue n'avait cessé de baisser, avait fini par la perdre entièrement.
Ses collègues de l'Institut prennent la chose avec bonne humeur, mais à l'étranger — à Londres en particulier — on fait des « gorges chaudes » du manque d'esprit critique des scientifiques français.
Vrain-Lucas fournit ainsi, en huit ans, 27 000 pièces à Chasles, empoche 140 000 francs et jette le désarroi chez tous les savants du monde.
Mais vers 1869, Vrain-Lucas tarde à livrer 3 000 pièces qu'attend patiemment le savant, et celui-ci, craignant que son fournisseur ne les fasse passer à l’étranger et ne frustre la France de ces inestimables richesses, organise une surveillance.
À l'audience Chasles vint en personne exposer, non sans mélancolie, comment il avait découvert la fourberie dont il était victime.
Désabusé, le très candide Chasles dut faire l'humiliant aveu qu'il avait été mystifié par un habile faussaire qui, de surcroît, le ridiculisa lors du procès que lui intenta le mathématicien en 1870, Vrain-Lucas montrant au juge la naïveté de Chasles. D'autant que, comme on l'apprit plus tard, Chasles avait acheté à Vrain-Lucas, pour 3 000 francs d'autres lettres, d'Alexandre le Grand à Aristote, de Jules César à Vercingétorix, de César à Cléopâtre, toutes rédigées dans un faux « vieux français ». Chasles légua à sa mort sa collection à l'Institut, y compris les faux fabriqués par Vrain-Lucas. Il semblerait que s'il a admis que les documents relatifs à l'Antiquité étaient des faux, Chasles n'aurait en revanche jamais été convaincu que la correspondance de Pascal était une forgerie. Les originaux des vingt-sept mille faux documents ont été détruits pour la plupart. Néanmoins, il en reste cent quatre-vingts, reliés en un seul volume conservé dans les archives de la Bibliothèque nationale.
Michel Chasles et Denis Vrain-Lucas ont fourni à Alphonse Daudet de quoi nourrir son roman L'Immortel, paru en 1888.

## Œuvres
- Aperçu historique sur l'origine et le développement des méthodes en géométrie (1837), impr. Hayez, Bruxelles
- Mémoire de géométrie sur deux principes généraux de la science : la dualité et l'homographie (1837), impr. Hayez, Bruxelles
- Traité de géométrie supérieure (1852), 1 vol. in-8° (XLII-585 p.-12 p. de pl.), Bachelier, Paris (2e édition par Gauthier-Villars en 1880)
- Les Trois Livres de Porismes d'Euclide, rétablis pour la première fois, d'après la notice et les lemmes de Pappus (1860), 1 vol. in-8° (IX+324 p.), impr. Mallet Bachelier, Paris
- Traité des sections coniques, faisant suite au Traité de géométrie supérieure (1865), éd. Gauthier-Villars, Paris
- Rapport sur les progrès de la géométrie (1870), Imprimerie nationale, Paris

## Inhumation

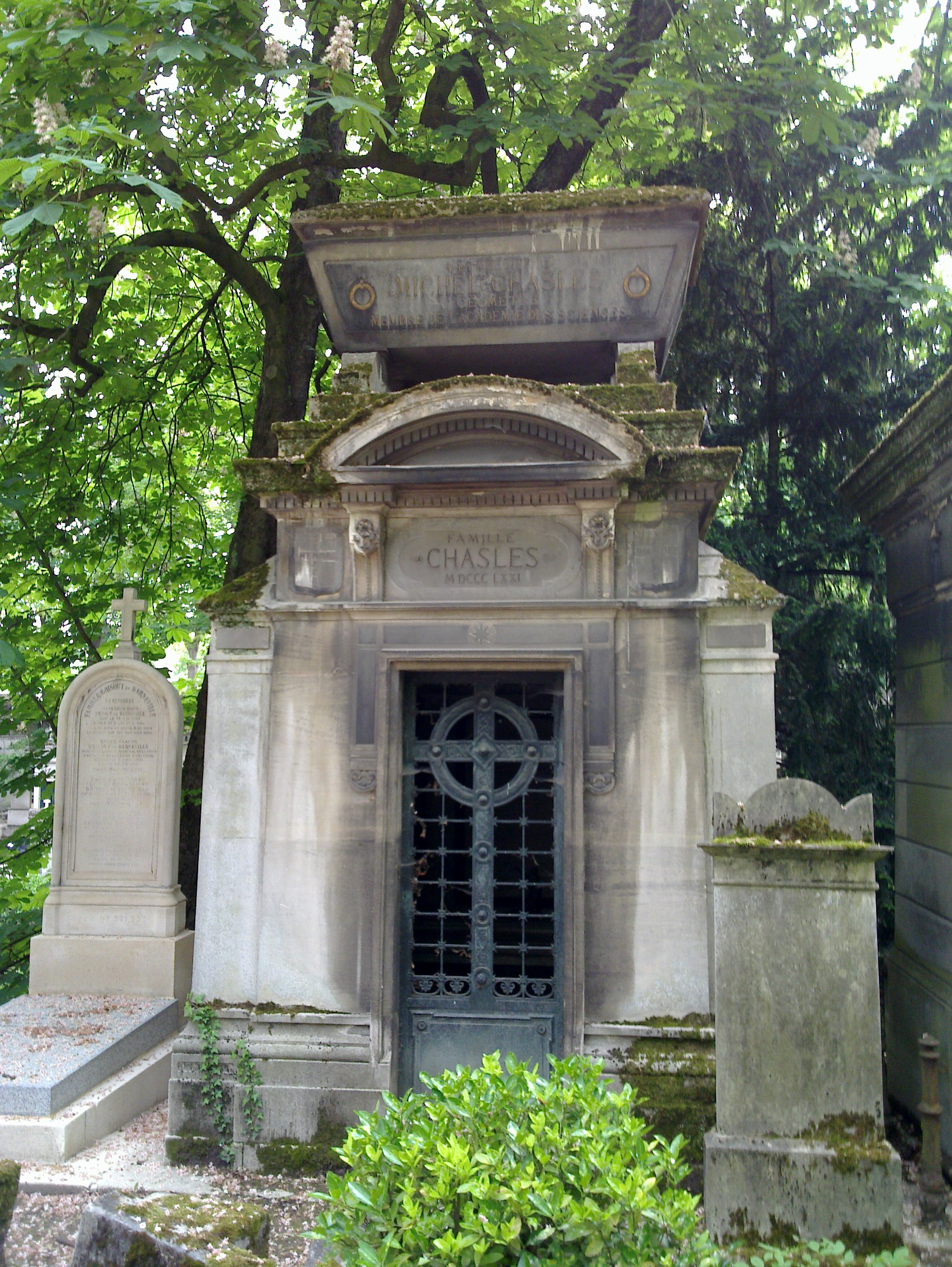
Cénotaphe au cimetière du Père-Lachaise, où Chasles fut initialement inhumé.

Michel Chasles a été inhumé initialement au cimetière du Père-Lachaise (division 17) après ses funérailles à l'église Sainte-Clotilde. Son corps a ensuite été transféré le 23 mars 1881 dans un tombeau du cimetière Saint-Chéron de Chartres dans lequel reposent également plusieurs membres de sa famille.

## Hommages
- Son nom est inscrit parmi la liste des savants de la tour Eiffel.
- La rue Michel-Chasles dans le 12e arrondissement de Paris porte son nom depuis 1900.
- Le glacier Chasles dans les îles Kerguelen porte son nom depuis 1961[23].
- Le collège d'Épernon, ainsi que le boulevard qui le dessert, portent également son nom[24].

Hommages
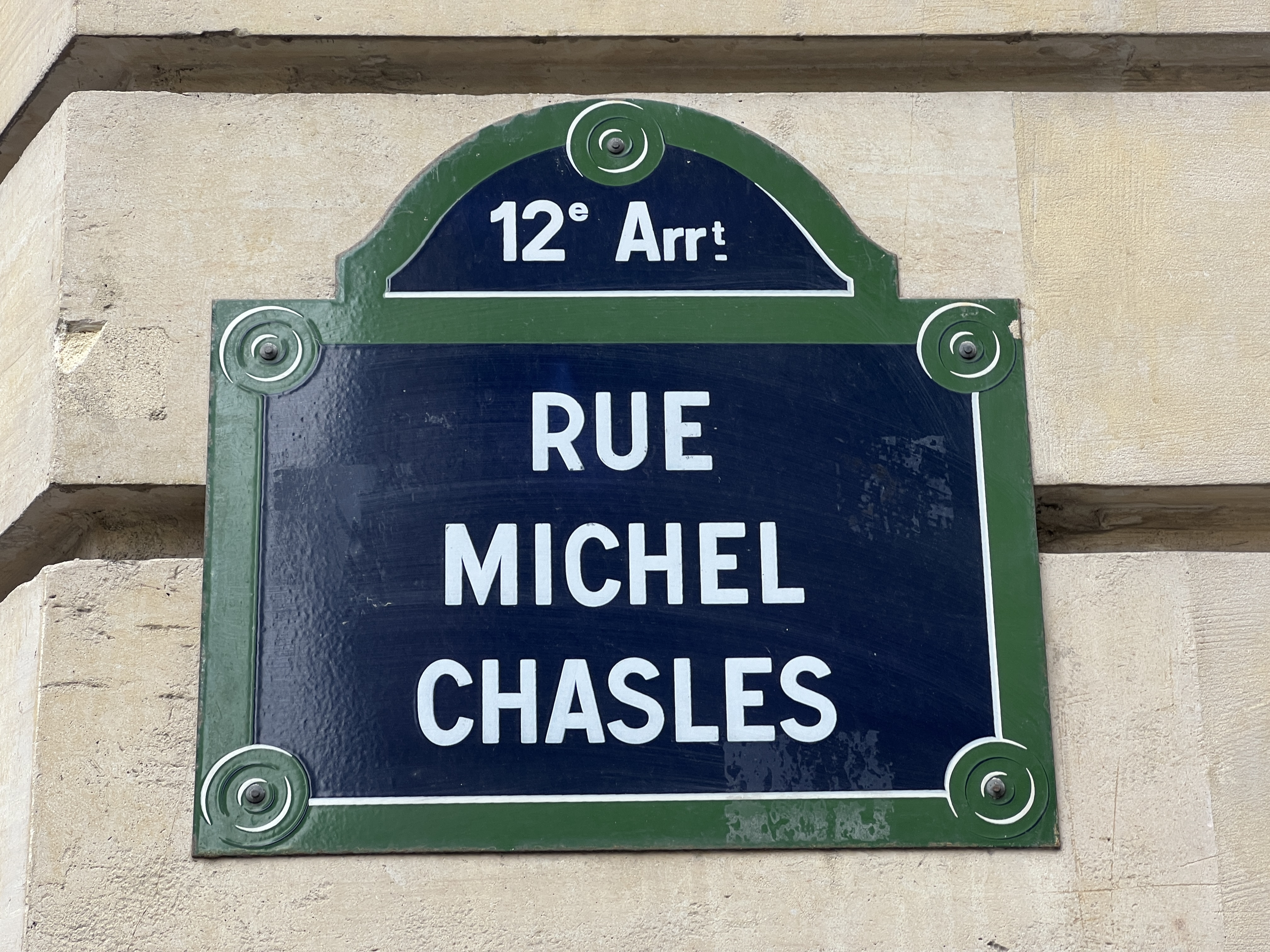
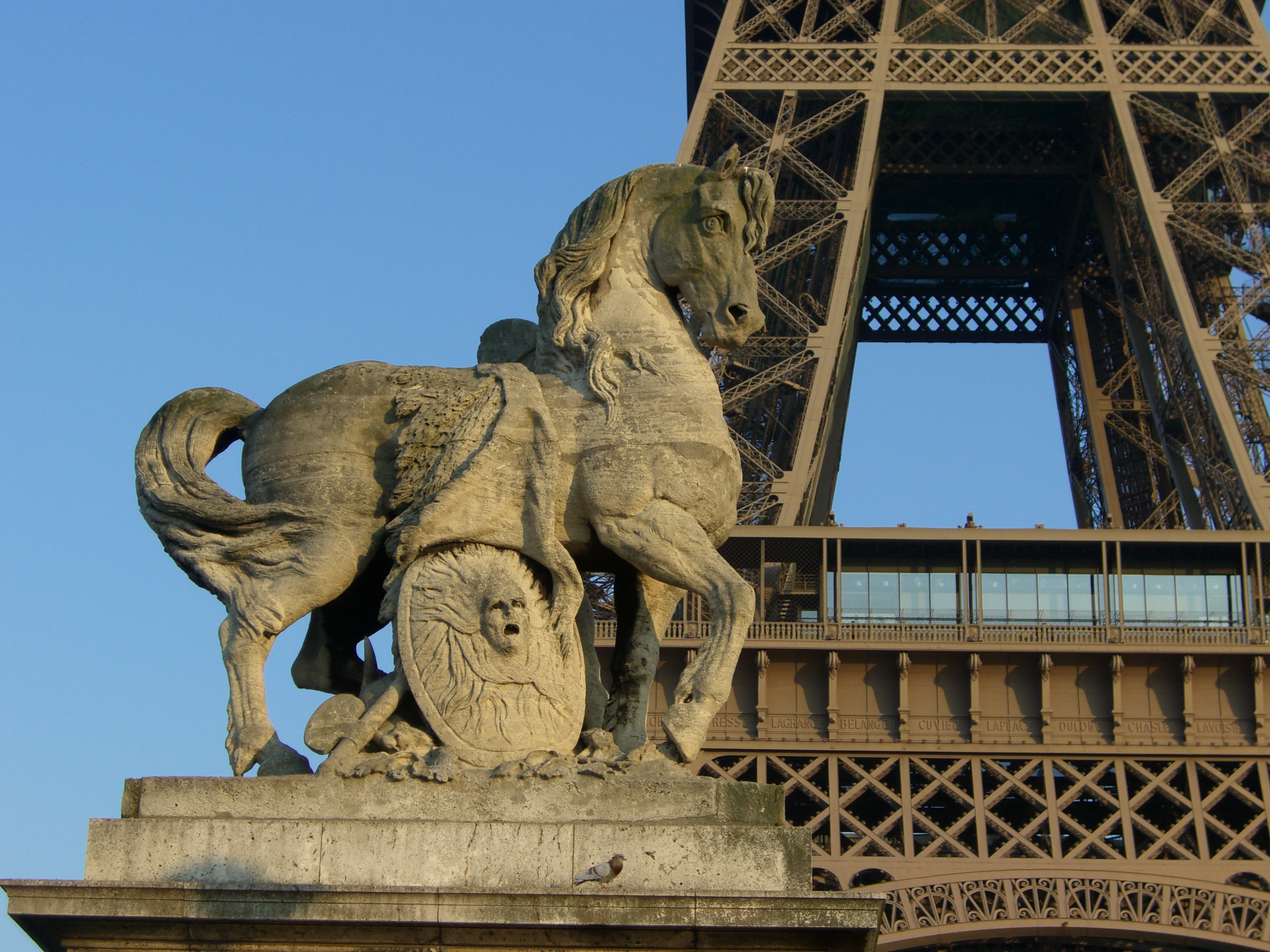
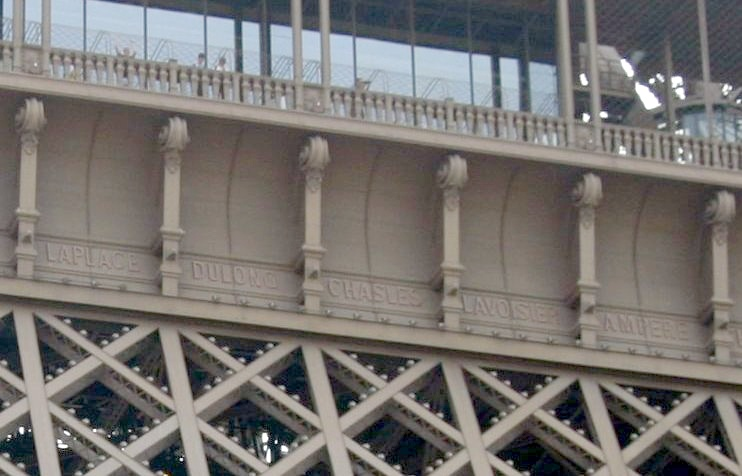